# Xincheng, Xinxing
Xincheng (kinesiska: 新城) är en köping i sydöstra Kina. Den ligger i Xinxing härad i staden Yunfu i provinsen Guangdong, omkring 120 kilometer sydväst om provinshuvudstaden Guangzhou. Antalet invånare är 134 914. Befolkningen består av 67 160 kvinnor och 67 754 män. Barn under 15 år utgör 16,0 %, vuxna 15-64 år 75 %, och äldre över 65 år 8,0 %.